# San Román de los Montes
San Román de los Montes ist ein Ort und eine Gemeinde (Municipio) im Nordosten der Provinz Toledo in Spanien mit 2.112 Einwohnern (Stand: 2024). Mit den Gemarkungen Reguerones und Serranillos Playa entstehen derzeit zwei große Neubaugebiete.

## Lage
San Román de los Montes liegt etwa 85 Kilometer westnordwestlich von Toledo in einer Höhe von ca. 440 m. In San Román de los Montes herrscht ein kontinentales Klima mit extremen Temperaturen und starken Amplituden. Die Niederschläge sind sehr unregelmäßig und selten, meist im Herbst und Frühling konzentriert.

## Bevölkerungsentwicklung
| Jahr      | 1970 | 1981 | 1991 | 2001 | 2011 | 2021 |
| Einwohner | 363  | 231  | 433  | 761  | 1824 | 1969 |

Trotz der zunehmenden Mechanisierung der Landwirtschaft und der Aufgabe bäuerlicher Kleinbetriebe ist die Bevölkerung – hauptsächlich durch Zuwanderung – seit den 2000er Jahren deutlich angestiegen.

## Sehenswertes
- Reste der alten Burg
- Romanuskirche (Iglesia de San Román Mártir)

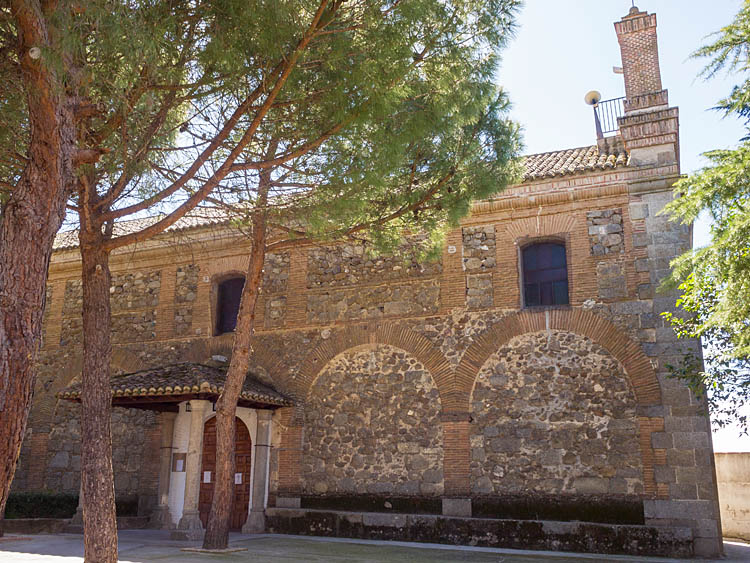
Romanuskirche
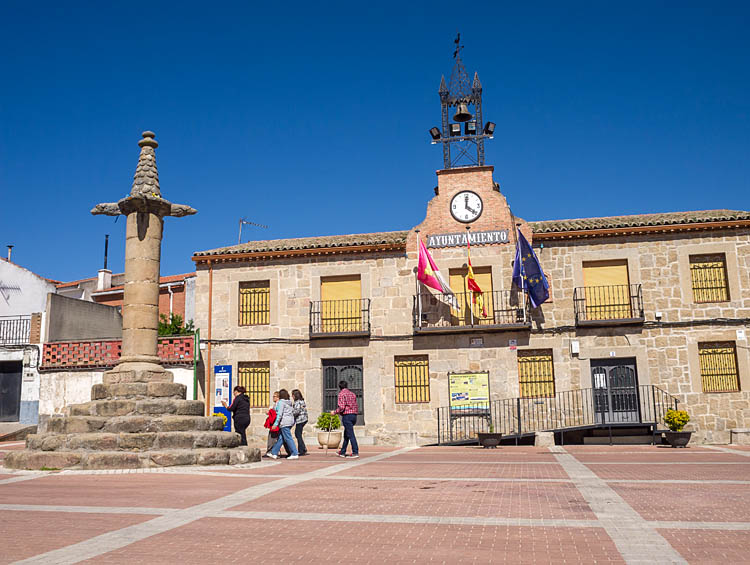
Rathaus